# باولو هنريكي (لاعب كرة قدم مواليد 1991)
باولو هنريكي سانتوس دي أزيفيدو هو لاعب كرة قدم برازيلي في مركز الهجوم، ولد في 30 مارس 1991 في ريو دي جانيرو في البرازيل لعب سابقاً في نادي مصفوت ونادي الرمس الإماراتي.

## وصلات خارجية
- باولو هنريكي (لاعب كرة قدم مواليد 1991) على موقع قاعدة بيانات كرة القدم.إي يو (الإنجليزية)
- باولو هنريكي (لاعب كرة قدم مواليد 1991) على موقع Soccerway.com (الإنجليزية)